# Franz Wilhelm Metz

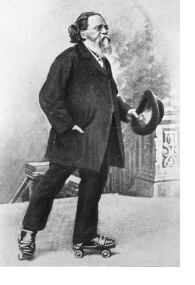
Franz Wilhelm Metz auf Rollschuhen

Franz Wilhelm Metz (* 6. Oktober 1817 in Leipzig; † 27. April 1901 in Hannover) war ein deutscher Schriftsetzer und Turnlehrer. Der als „Niedersächsischer Turnvater“ Bezeichnete war ein früher Förderer des Freizeitsports in Deutschland, ähnlich wie Turnvater Jahn. Er förderte nicht nur das Turnen, sondern auch das Eiskunstlaufen und Rollkunstlaufen. Allerdings war seine Zielgruppe damals, dem Zeitgeist entsprechend, ausschließlich männlich.

## Leben
Franz Wilhelm Metz wurde als Sohn des Schuhmachermeisters Adam Reinhardt Metz und seiner Ehefrau Rosine Otto 1817 in Leipzig geboren. Als Kind bewies er besonderes Geschick im Turnen. Im Jahr 1836 gründete der gelernte Schriftsetzer mit Gleichgesinnten eine Turngesellschaft. Er wurde Vorstandsmitglied, war außerdem Vorturner und Zeugwart. Ab 1839 betätigte er sich auch als Turnlehrer. 1842 ging er nach Darmstadt und war dort Mitgründer der Darmstädter Turngemeinde. Außerdem ließ er sich als Fecht- und Schwimmlehrer ausbilden. 1846 wechselte er nach Mannheim, wo 1847 der Turnverein aber polizeilich aufgelöst wurde. So kam er im April 1848 nach Hannover, wo er sofort zum Ersten Turnwart und zum Vorturner des Vereins für Leibesübungen von 1848 gewählt wurde.
Metz setzte sich nun in zahlreichen Orten im Königreich Hannover für die Gründung von Turnvereinen für Männer ein. 1848 bis 1866 war er im amtlichen Auftrag Begründer des Jugendturnens an den höheren Lehranstalten im Königreich Hannover, veranlasste unter anderem den Bau der ersten Turnhalle in Hannover. Metz richtete Turnanstalten u. a. in Lüneburg, Bremen, Verden, Osnabrück, Leer, Emden, Osterode, Celle und Hildesheim, wurde Ehrenmitglied etlicher Turnvereine.
Metz turnte auch in großen Städten vor, führte die Freiübungen in Hannover ein und begründete als guter Schlittschuhläufer das Rollschuh- und das Eislaufen in Hannover. 1868 wurde hier der erste Eisbahn-Verein gegründet, kurz darauf die erste Rollschuhbahn Deutschlands. Damit nicht genug, ließ sich Metz 1869 auch ein so genanntes Veloziped (Fahrrad) aus Holz bauen, mit dem er bis nach Hildesheim fuhr. Auf dem Land wurde das ungewohnte Gefährt angeblich mit Steinen beworfen. Im gleichen Jahr organisierte er ein Veloziped-Wettreiten in Hannover und gründete einen Velozipeden-Club. Außerdem bildete er Rettungsschwimmer aus und rettete selbst angeblich 24 Menschen vor dem Ertrinken.
Der Schriftsteller Ernst Jünger hat Franz Wilhelm Metz ein literarisches Denkmal gesetzt, als er ihm in seinem 1973 erschienenen Schulroman Die Zwille ein Kapitel mit dem Titel Die Turnstunde widmete, in dem er Metz als Lehrer schildert.
Metz heiratete in Hannover am 11. November 1855 Kunigunde Auguste Dorothee Ravenstein (1836–1922), die Tochter des Frankfurter Buchhändlers und Turnlehrers Friedrich August Ravenstein und der Kartharine Habuza. Aus der Ehe gingen sieben Kinder hervor.
Franz Wilhelm Metz starb am 27. April 1901 in Hannover. Sein aus Spenden finanziertes Grabdenkmal findet sich auf dem hannoverschen Stadtfriedhof Stöcken.

## Ehrungen
Für seine Verdienste um den Sport in Niedersachsen wurde er in die Ehrengalerie des niedersächsischen Sports des Niedersächsischen Instituts für Sportgeschichte aufgenommen.